# زیردریایی یو-۶۰۰
زیردریایی یو-۶۰۰ (به انگلیسی: German submarine U-600) یک زیردریایی است که طول آن ۶۷٫۱ متر (۲۲۰ فوت ۲ اینچ) می‌باشد. این زیردریایی در سال ۱۹۴۱ ساخته شد.